# Oľšavka (Spišská Nová Ves)
Oľšavka (bis 1927 slowakisch „Olšavka“; deutsch Olschanka, ungarisch Kisolsva – bis 1907 Olysavka) ist eine Gemeinde im Osten der Slowakei mit 182 Einwohnern (Stand 31. Dezember 2024) und gehört zum Okres Spišská Nová Ves, einem Teil des Košický kraj, sowie zur traditionellen Landschaft Zips.

## Geographie
Die Gemeinde befindet sich im Ostteil des Talkessels Hornádska kotlina zwischen den Bächen Oľšavec und Rúrsky potok, beide im Einzugsgebiet des Hornád. Das Ortszentrum liegt auf einer Höhe von 450 m n.m. und ist dreieinhalb Kilometer von Spišské Vlachy sowie 22,5 Kilometer von Spišská Nová Ves entfernt.
Nachbargemeinden sind Dúbrava im Norden, Slatvina im Osten, Spišské Vlachy im Süden und Žehra im Westen.

## Geschichte
Oľšavka wurde zum ersten Mal 1245 als Olsavicha schriftlich erwähnt. Der Ortsname leitet sich vom slawischen Wort olša (im modernen Slowakisch jelša) für eine Erle ab. Weitere historische Bezeichnungen sind unter anderen Olsaua (1301), Olsova (1378) und Olssawka (1583). Zuerst war das Dorf Besitz des Geschlechts Zsigray, im 15. Jahrhundert kam es zum Herrschaftsgebiet der Zipser Burg. Somit waren bis zur Abschaffung der Leibeigenschaft im Jahr 1848 Geschlechter wie Zápolya, Thurzo und Csáky Gutsherren. Von der Größe her gehörte Oľšavka zu den kleineren Siedlungen im Herrschaftsgebiet, so gab es 1598 nur acht Häuser im Dorf. 1789 hatte die Ortschaft 16 Häuser und 127 Einwohner, 1828 zählte man 28 Häuser und 199 Einwohner, die vorwiegend als Landwirte beschäftigt waren.
Bis 1918 gehörte der im Komitat Zips liegende Ort zum Königreich Ungarn und kam danach zur Tschechoslowakei beziehungsweise heute Slowakei.

## Bevölkerung
| Jahr                | 1994 | 2004     | 2014    | 2024    |
| ------------------- | ---- | -------- | ------- | ------- |
| Anzahl der Personen | 171  | 192      | 198     | 182     |
| Unterschied         |      | +12,28 % | +3,12 % | −8,08 % |

| Jahr                | 2023 | 2024 |
| ------------------- | ---- | ---- |
| Anzahl der Personen | 182  | 182  |
| Unterschied         |      | +0 % |

Gemäß der Volkszählung 2011 wohnten in Oľšavka 194 Einwohner, davon 192 Slowaken. Bei zwei Einwohnern liegt keine Angabe zur Ethnie vor.
189 Einwohner bekannten sich zur römisch-katholischen Kirche und zwei Einwohner zur griechisch-katholischen Kirche. Ein Einwohner war konfessionslos und bei zwei Einwohnern wurde die Konfession nicht ermittelt.

## Bauwerke
- römisch-katholische Kirche St. Pius X. aus dem Jahr 1969